# Boea
Boea é um género botânico pertencente à família Gesneriaceae.

## Sinonímia
Dorcoceras

## Espécies
Apresenta 88 espécies:
| Boea acutifolia      | Boea glabriflora  | Boea paniculata       |
| Boea alata           | Boea glabrisepala | Boea parviflora       |
| Boea amplexicaulis   | Boea glutinosa    | Boea patens           |
| Boea arachnoidea     | Boea hainanensis  | Boea philippensis     |
| Boea birmanica       | Boea hancei       | Boea plantaginea      |
| Boea borneensis      | Boea harroviana   | Boea poilanei         |
| Boea brachycarpa     | Boea havilandi    | Boea praliniana       |
| Boea brettiana       | Boea hemsleyana   | Boea primuloides      |
| Boea cardwellia      | Boea herbacea     | Boea prolixa          |
| Boea caerulescens    | Boea hians        | Boea pseudoglandulosa |
| Boea cavaleriei      | Boea hygrometrica | Boea punctata         |
| Boea chaffanjoni     | Boea hygroscopica | Boea reticulata       |
| Boea clarkeana       | Boea kerrii       | Boea rosselensis      |
| Boea cochinchinensis | Boea kinneari     | Boea rubicunda        |
| Boea commersonii     | Boea kinnearii    | Boea rufescens        |
| Boea crassifolia     | Boea lanata       | Boea speluncarum      |
| Boea darrisii        | Boea lancifolia   | Boea suffruticulosa   |
| Boea dennisii        | Boea lanuginosa   | Boea swinhoii         |
| Boea densihispidula  | Boea leporina     | Boea thirioni         |
| Boea dictyoneura     | Boea lowesii      | Boea thorelii         |
| Boea divaricata      | Boea macrophylla  | Boea treubii          |
| Boea elegans         | Boea magellanica  | Boea triandra         |
| Boea elephantopoides | Boea mairei       | Boea umbellata        |
| Boea esquirolii      | Boea martini      | Boea urvillei         |
| Boea evrardii        | Boea microcarpa   | Boea verticillata     |
| Boea feddei          | Boea minahassae   | Boea violacea         |
| Boea ferruginea      | Boea minor        | Boea wallichii        |
| Boea flosculosa      | Boea minutiflora  | Boea warburgii        |
| Boea geoffirayi      | Boea mollis       |                       |
| Boea glabra          | Boea multiflora   |                       |